# Åva kvarn

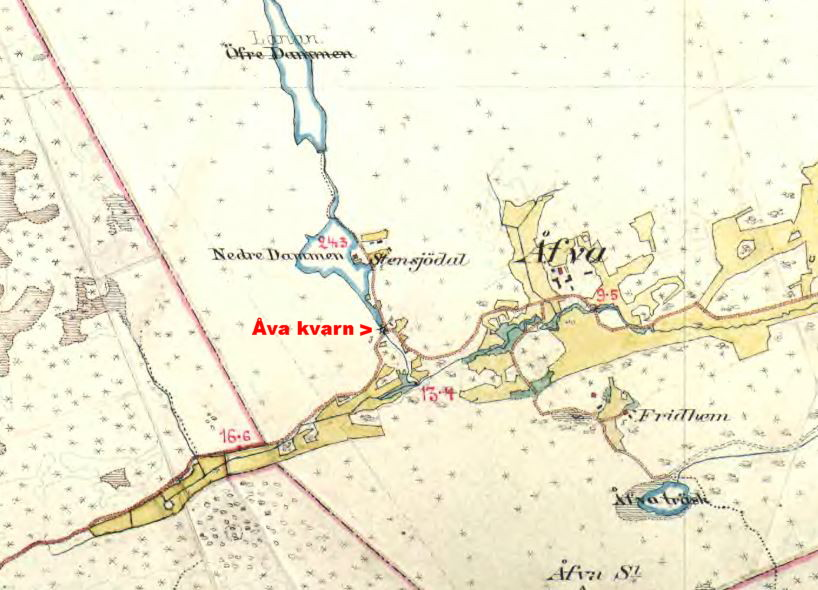
Åva, Stensjödal och Åva kvarn, 1901

Åva kvarn var en vattenkvarn belägen vid södra utloppet av sjön Nedre Dammen på gränsen av dagens Tyresö kommun och Haninge kommun. Den första kvarnen uppfördes i slutet av 1700-talet och den sista brukades fram till 1910. Kvarnens ruin och den fortfarande bevarade mjölnarstugan Stensjödal ligger idag inom Tyresta nationalpark.

## Historik

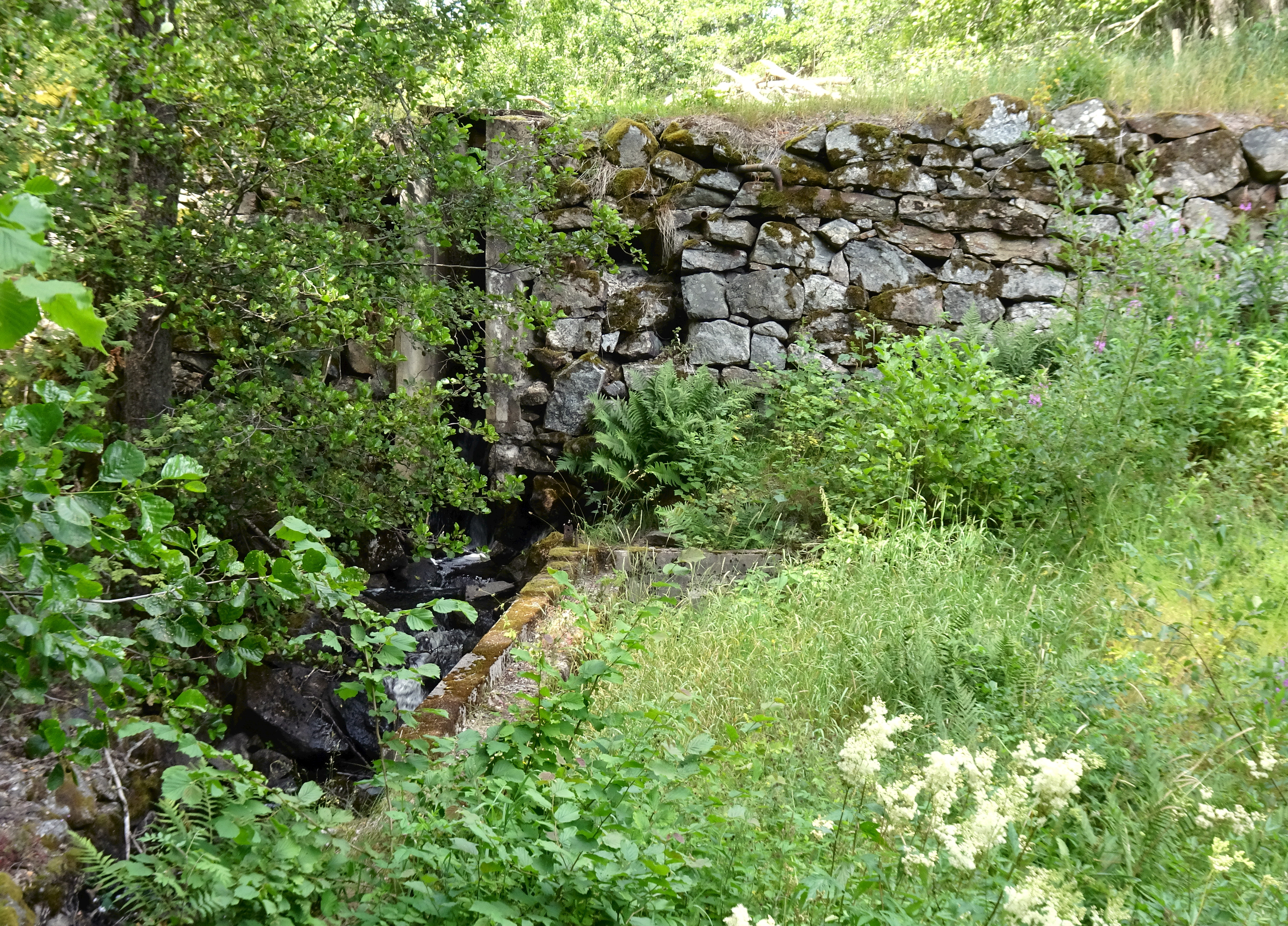
Nedre Dammens gråstensdamm med kvarngrunden, 2017

Åva kvarn hörde till Åva gård i Tyresö socken. För att driva kvarnen nyttjades vattenkraften från Stensjön som i slutet av 1700-talet dämdes upp på två ställen. I den djupa dalgången söder om Stensjön bildades av Åvaån två dammar, en norra som kallades Övre Dammen (dagens Lanan) och en södra som fick namnet Nedre Dammen. 

### Stensjödal
Vid Nedre Dammens östra sida uppfördes den ännu bevarade mjölnarstugan, Stensjödal. Byggnaden är timrad och dekorerad på långsidorna med en korsvirkeskonstruktion medan gavlarna är traditionellt rödfärgade. Huset har en sexdelad plan och ursprungliga inredningsdetaljer som äldre spisar, kakelugnar och bröstpanel finns bevarade. Idag ingår Stensjödal i verksamheten för Tyresta nationalpark som hyr ut stugan.

### Kvarnen
Vid Nedre Dammens södra sida uppfördes en fördämning bestående av kallmurad gråsten, 15 meter lång, 7 meter bred och 5 meter hög. Konstruktionen förstärktes med betong på modern tid. Intill anlades en vattenkvarn som till en början var en mjölkvarn som fick flera efterföljare. På platsen fanns även en sågkvarn med en ramsåg med 14 sågklingor, varav sju kunde drivas samtidigt. Det var ett av de största sågverk inom Sotholms härad. 
Sågen avvecklades troligen redan i början av 1800-talet. Den sista kvarnanläggningen byggdes på 1800-talet och kördes fram till 1910. Kvar idag finns fördämningar, husgrundsterrasser, fundament efter kvarnbyggnaden samt en kallmurad stenbro där den gamla landsvägen till och från Åva gård passerade över Åvaån. Området är ett fornminne med RAÄ-nummer Tyresö 104:1.

## Bilder

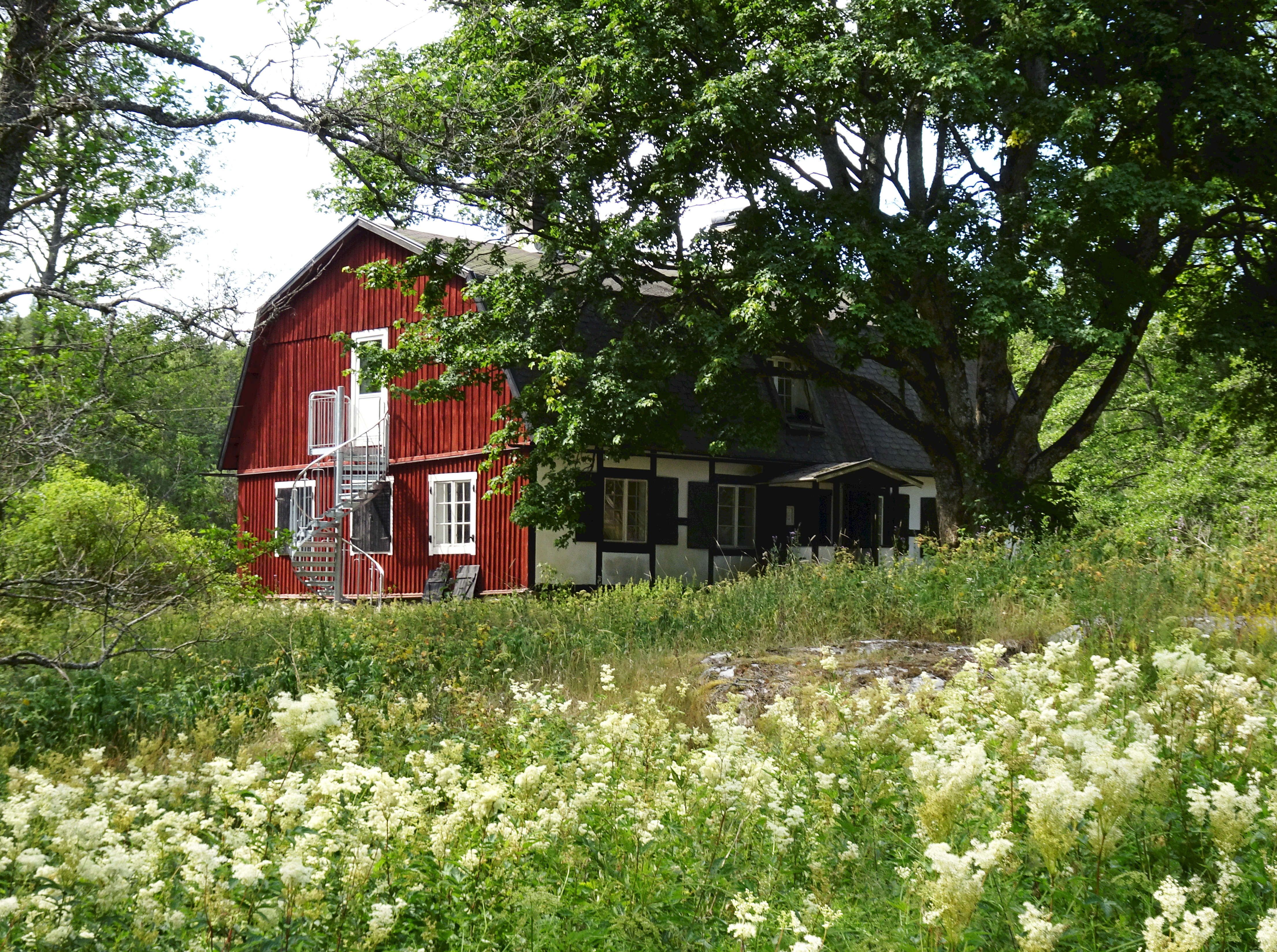
Stensjödal.
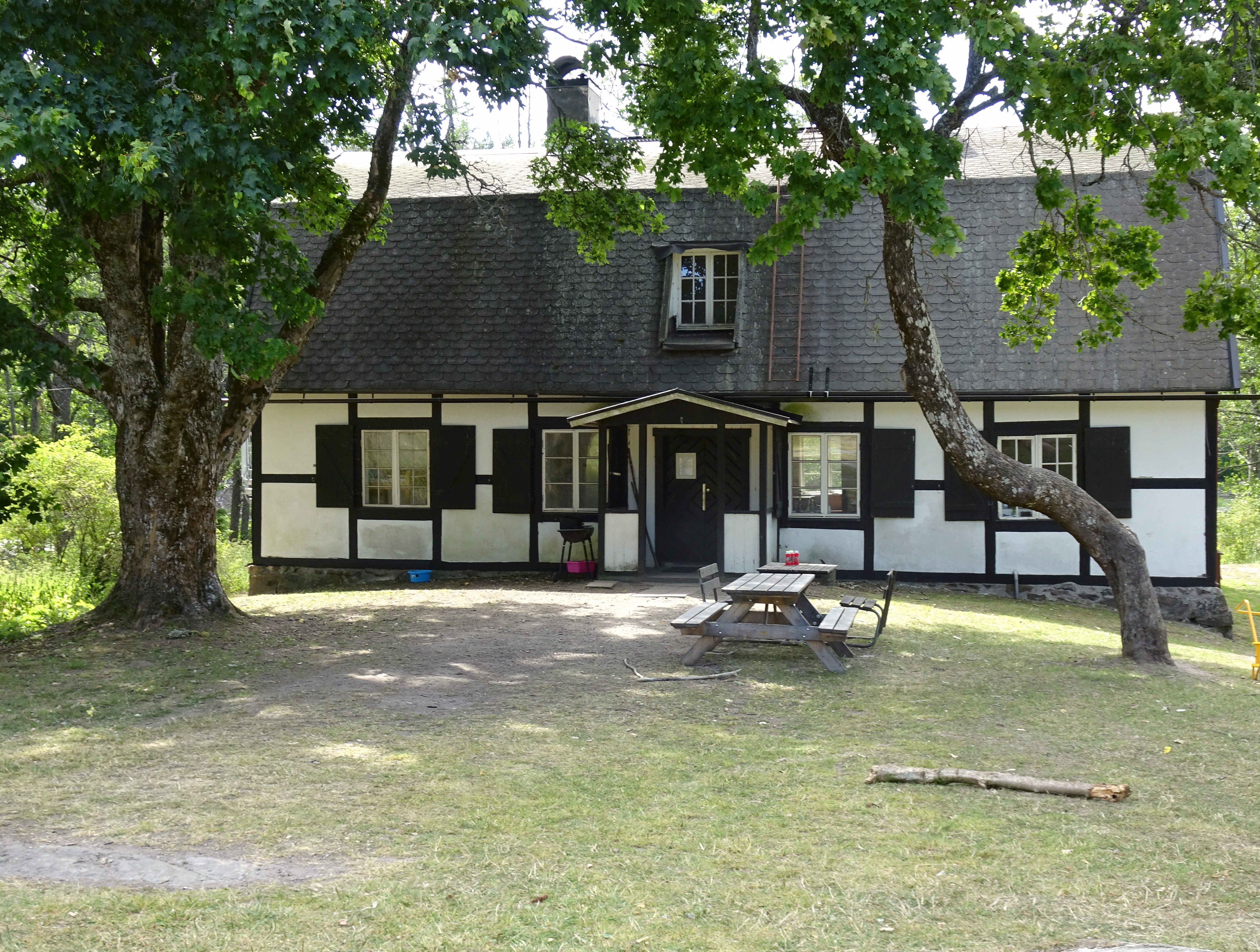
Stensjödal.
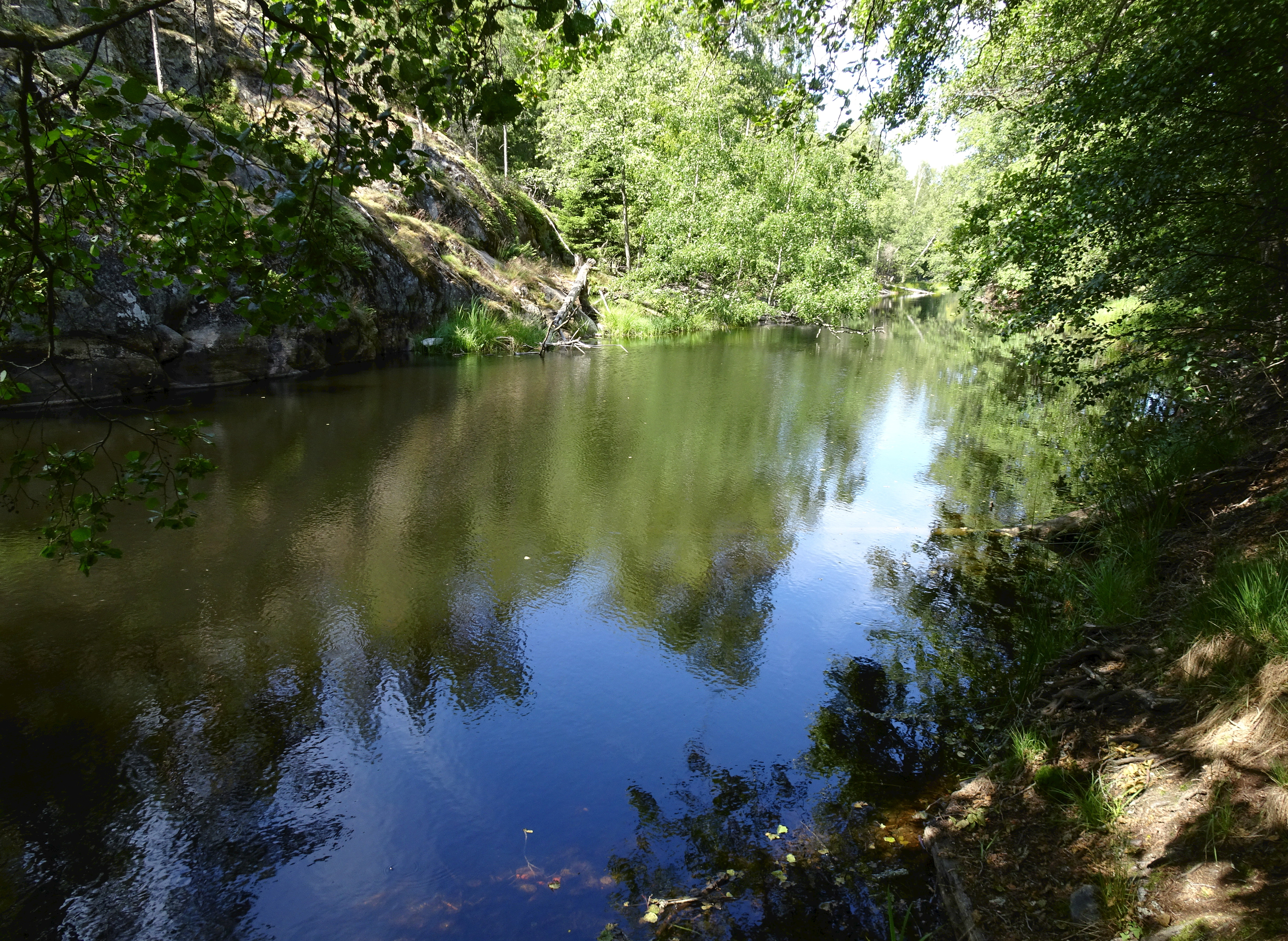
Nedre Dammen vid fördämningen.
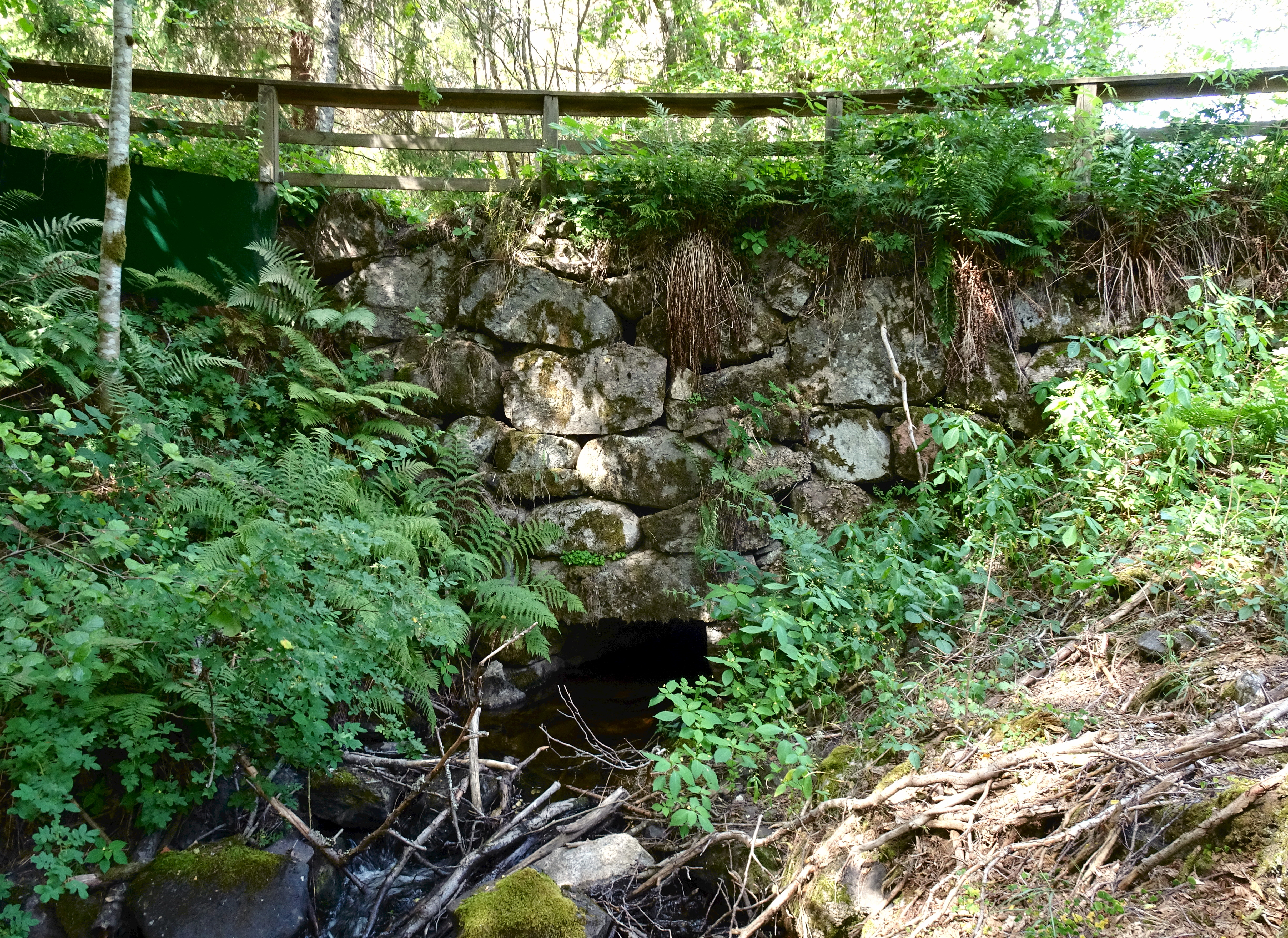
Stenbron.